# Diocèse de Kabinda
Le diocèse de Kabinda (latin : Dioecesis Kabindaënsis) est un diocèse catholique de rite latin, suffragant de l'archidiocèse de Kananga en République démocratique du Congo. Son siège épiscopal est situé dans la ville de Kabinda.

## Histoire
Le 24 mars 1953, le vicariat apostolique de Kabinda est établi par la bulle Sanctae Ecclesiae du pape Pie XII à partir de territoires du vicariat apostolique de Luluabourg, aujourd'hui archidiocèse de Kananga. Le 10 novembre 1959 : le vicariat apostolique est élevé au rang de diocèse de Kabinda, par la bulle Cum parvulum du pape Jean XXIII.
Le 22 novembre 1963, le diocèse cède une partie de son territoire pour établir l'administration apostolique de Mbujimayi. Le 10 mars 1966, une réorganisation des territoires des diocèses congolais lui fait perdre une partie de son territoire au profit du diocèse de Kamina et lui en fait gagner du diocèse de Kongolo. Enfin, une autre réorganisation lui fait perdre une partie de son territoire en 1974, à nouveau au profit du Kamina.

## Chronologie des ordinaires

### Vicaire apostolique
- Georges Kettel, C.I.C.M. (24 mars 1953 - 10 novembre 1959), promu évêque

### Évêques
- Georges Kettel, C.I.C.M. (10 novembre 1959 - 16 décembre 1968)
- Matthieu Kanyama (16 décembre 1968 - 2 novembre 1995)
- Valentin Masengo Mkinda (en) (2 novembre 1995 - 26 octobre 2018)
- Félicien Ntambue Kasembe (en), C.I.C.M. (23 juillet 2020 - 19 mars 2024), nommé archevêque de Kananga
  - Félicien Ntambue Kasembe (en), C.I.C.M. (depuis le 19 mars 2024), administrateur apostolique

## Statistiques
| année | baptisés | population totale | pourcentage | prêtres (total) | prêtres séculiers | prêtres réguliers | baptisés par prêtre | diacres | religieux | religieuses | paroisses |
| ----- | -------- | ----------------- | ----------- | --------------- | ----------------- | ----------------- | ------------------- | ------- | --------- | ----------- | --------- |
| 1969  | 100 300  | 293 000           | 34,2        | 33              | 8                 | 25                | 3.039               |         | 48        | 39          | 2         |
| 1980  | 115 497  | 347 508           | 33,2        | 23              | 7                 | 16                | 5.021               |         | 30        | 51          | 15        |
| 1990  | 134 815  | 442 175           | 30,5        | 37              | 26                | 11                | 3.643               |         | 26        | 85          | 21        |
| 1999  | 149 076  | 514 786           | 29,0        | 52              | 47                | 5                 | 2.866               |         | 16        | 130         | 19        |
| 2000  | 161 489  | 514 800           | 31,4        | 48              | 44                | 4                 | 3.364               |         | 17        | 114         | 17        |
| 2001  | 162 529  | 515 600           | 31,5        | 53              | 49                | 4                 | 3.066               |         | 15        | 118         | 18        |
| 2002  | 164 086  | 516 113           | 31,8        | 51              | 47                | 4                 | 3.217               |         | 14        | 88          | 22        |
| 2003  | 206 113  | 516 113           | 39,9        | 56              | 51                | 5                 | 3.680               |         | 15        | 95          | 23        |
| 2004  | 200 000  | 700 000           | 28,6        | 58              | 54                | 4                 | 3.448               |         | 9         | 95          | 23        |
| 2006  | 207 644  | 725 746           | 28,6        | 64              | 60                | 4                 | 3.244               |         | 16        | 130         | 24        |
| 2011  | 240 000  | 1 219 000         | 19,7        | 60              | 57                | 3                 | 4.000               |         | 21        | 133         | 29        |
| 2013  | 550 000  | 1 055 400         | 52,1        | 66              | 61                | 5                 | 8.333               |         | 23        | 136         | 29        |
| 2016  | 591 100  | 1 141 080         | 51,8        | 56              | 53                | 3                 | 10.555              |         | 18        | 138         | 30        |
| 2019  | 650 000  | 1 254 100         | 51,8        | 60              | 58                | 2                 | 10.833              |         | 18        | 156         | 31        |
| 2021  | 574 650  | 1 277 081         | 45,0        | 60              | 58                | 2                 | 9.577               |         | 18        | 162         | 31        |